# David Joris

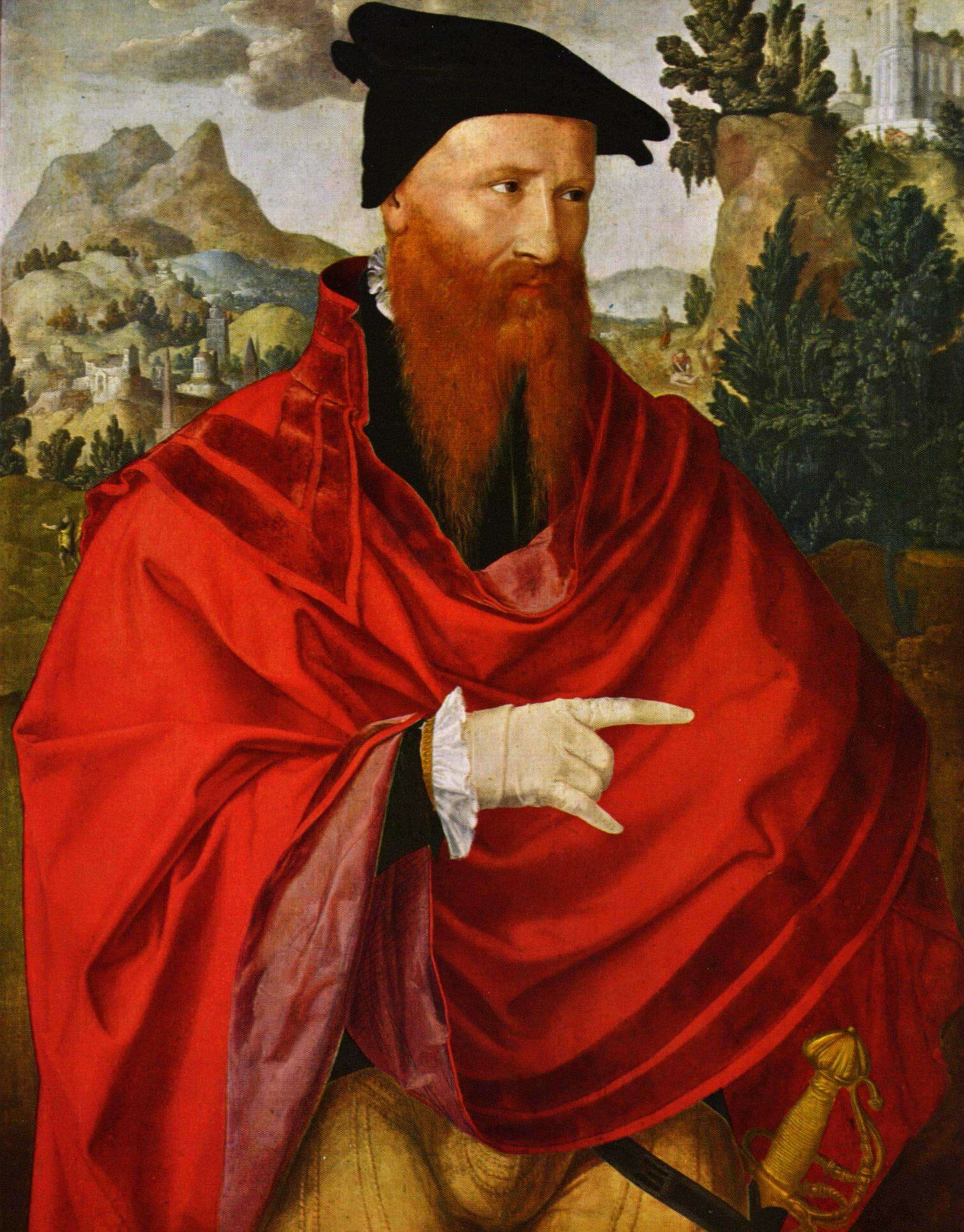
David Joris door een onbekende schilder uit de Nederlanden

David Joris (wellicht Brugge, 1501 – Bazel, 28 augustus 1556) was een glasschilder die bekend werd als wederdoper en ketter.
Er wordt algemeen aangenomen dat zijn moeder uit een Delftse familie kwam, terwijl zijn vader een Vlaamse koopman en rederijker was. Joris werd glasschilder en tevens rederijker en trouwde in 1524 in Delft met Dirkgen Willems.
In Delft sympathiseerde hij met de beweging der sacramentariërs, lieden die de praesentia realis van bloed en vlees van Christus in het brood en de wijn van de mis verwierpen. In 1528 werd hij voor het bespotten van het sacrament gearresteerd en gevonnist. Zijn tong werd doorboord en hij werd voor drie jaar verbannen uit Holland. Tijdens de omzwervingen gedurende zijn ballingschap kwam Joris in aanraking met de dopers, ook wel wederdopers of anabaptisten genoemd. Hij liet zich in 1534, toen het banvonnis reeds was verlopen, opnieuw dopen.

## Wederdoper
Kort hierna werd Joris door wederdoper Obbe Philips tot oudste gewijd. Eenmaal als oudste aangesteld, oefende hij via zijn verkondigingen en vooral via zijn geschriften grote invloed uit. Door de wijding als oudste kon hij een grote rol in de doperse beweging gaan spelen als predikant en hij waagde het - evenals Menno Simons - kritiek te uiten op de gangbare opinie onder de dopers dat het geoorloofd was de broeders in het belegerde Münster gewapenderhand te hulp te komen. Münster was een protestante vrijstaat, die door troepen onder leiding van de uit de stad verdreven bisschop Frans van Waldeck met succes werd belegerd. In juni 1535 viel de stad in handen van de roomse bisschop en de doperse leiders waren genoodzaakt zich te beraden op de vraag welke koers diende te worden gevolgd. Joris was tegen het gebruik van geweld, terwijl andere dopers, zoals Jan van Batenburg en diens volgelingen de Batenburgers, het hun goed recht vonden om de ongelovigen te bestelen en te vermoorden. De doperse beweging dreigde te zullen splijten over de vraag of het geweld ook na de val van Münster mocht worden toegepast. De meningen waren ook verdeeld over polygamie, wat in Münster door de wederdopers werd gepraktiseerd.
Na de in augustus 1536 gehouden grote vergadering van Bocholt bleek dat de doperse beweging in drie partijen uiteengevallen was:
- De Munstersen, die geweld als verdediging en als middel om een betere en vromere aarde te verkrijgen, goedkeurden.
- De eerder genoemde Batenburgers, geen grote beweging maar die door haar gewelddadige optreden de gehele doperse beweging in een kwaad daglicht stelde, daar de autoriteiten geen onderscheid maakten tussen de verschillende stromingen.
- De Obbieten van Obbe Phillips die elke toepassing van geweld verwierpen en na de val van de stad hun stem verhieven tegen geweld, tegen polygamie en tegen de grote betekenis die in de beweging aan dromen en visioenen werd gehecht.

Tijdens het debat tussen voor- en tegenstanders van gebruik van geweld bedacht Joris een compromis waarin de twintig doperse leiders zich konden vinden. Zo loste hij dit conflict over het gebruik van geweld voorlopig op. Het compromis werd echter spoedig verworpen, maar de conventie was van grote betekenis voor Joris’ verdere carrière: hij ontmoette hier veel kopstukken uit de doperse beweging en verkreeg grote bekendheid onder de doperse leiders.

## Visioenen en opvattingen
Na de vergadering van Bocholt keerde David Joris in het geheim terug naar Delft. In deze stad kreeg hij in december 1536 in zijn atelier enkele visioenen, waaruit hij concludeerde dat God wilde dat hij een grote rol ging vervullen. Deze visioenen vormden de basis voor zijn latere opvattingen. Joris maakte een geleidelijke ontwikkeling door, die hem eerst van het sacramentarisme naar het doperdom deed overstappen, en hem vervolgens in spiritualistisch vaarwater verzeild deed geraken. Zelfs zijn idee dat hij door God gezonden was om de mens de juiste interpretatie van de Schrift te geven was pas in 1539 geheel gerijpt.
Volgens Joris leefde men in een eindtijd en hij deed aanzienlijke pogingen om zijn ideeën alom ingang te doen vinden. Het belangrijkste element in zijn leer was het idee dat de mens wedergeboren diende te worden. Deze wedergeboorte werd voor hem een tweede kruisdood, die men, als eens Christus uitwendig, inwendig moest ondergaan. Hiertoe diende men alle lusten, vooral de seksuele te doden. De methode hiervoor leidde in Davidjoristische kringen tot een voor die tijd bedenkelijke seksuele moraal, waarin naaktloperij, het aan elkaar opbiechten van geheime seksuele verlangens en in sommige gevallen polygamie samengingen. Het overwonnen hebben van de zinnelijke prikkels moest men bewijzen door met een naakte vrouw te slapen. Zoals het meer gaat met proeven, mislukte ook deze weleens.
Joris probeerde fanatiek zijn ideeën op de dopers over te brengen en werd door velen als een nieuwe profeet gezien. Joris geraakte hiervan in zulk een staat van opwinding, dat hij zich ging beschouwen als de derde David, aan wie de oudtestamentische koning en Christus-David waren voorgegaan. Zijn succes was niet onaanzienlijk. Vooral in het noorden van de Nederlanden verwierf hij aanhang. Zijn pretenties als de door God gezonden leider en zijn opvattingen over het huwelijk weken niet veel af van die van de Munstersen of Batenburgers, terwijl door het afwijzen van geweld Joris voor de Obbieten toegankelijk bleef.
De verbreiding van Joris' invloed in Westfalen liep gelijk op met die in de Nederlanden. Joris poogde ook door de Munsterse leider Heinrich Krechting als algemeen leider erkend te worden. Maar de Munsterse leiders meenden dat Joris zich boven Christus plaatste en zijn eigen geschriften hoger aansloeg dan die van de apostelen.
David Joris was in de periode 1535-1540 een invloedrijke doperse leider in de Nederlanden en Noordwest-Duitsland. Het meeste succes had hij onder de gewone dopers, of die nu Batenburgers of Krechtingiaan waren. De Obbieten lieten zich in aantal minder door Joris rekruteren. Voor de dopers was het was aantrekkelijk om Joris als algemeen leider te erkennen, temeer daar er weinig alternatieven waren: Obbe Phillips werd afvallig, Jan van Batenburg werd terechtgesteld en Heinrich Krechting verloor zijn invloed door zijn vertrek naar Oost-Friesland.

## Het einde van David Joris
Vanaf 1538 werd de vervolging tegen David Joris en zijn aanhangers, de Davidjoristen, heviger. Volgens Joris' tijdgenoot Blesdijk kostten deze vervolgingen aan zeker honderd mensen het leven. Ook de moeder van David Joris werd tijdens deze vervolgingen door de autoriteiten onthoofd. Joris zelf wist te ontsnappen en vestigde zich omstreeks 1539 eerst in Antwerpen en vervolgens in Oost-Friesland. Spreken in het openbaar was echter niet meer mogelijk en zo verloor hij zijn invloed in de Nederlanden. Toen in 1544 ook Oost-Friesland geen veilige woonplaats meer bood, besloot Joris naar Bazel te verhuizen. Daar leefde hij onder de schuilnaam Jan van Brugge een vorstelijk leven. Hij werd daartoe in staat gesteld door de genereuze giften van zijn trouwe aanhang. In 1556 stierf hij, betreurd door zijn vrouw, zijn elf kinderen en zijn vele vrienden.
Enkele jaren later werd bekend dat de hooggeachte vreemdeling een berucht ketter was geweest. De protestantse Bazelse autoriteiten achtten het nodig het lijk op te graven en op 13 mei 1559 in het openbaar te verbranden. Sommige aanhangers van Joris sloten zich aan bij andere stromingen of hadden dat al gedaan. Vele anderen bleven echter trouw aan hun profeet. Daardoor bleven de Davidjoristen een redelijk omvangrijke groep in de Nederlanden en in Oost-Friesland in de gehele zestiende eeuw.

## 't Wonderboeck
David Joris is auteur van onder meer 't Wonderboeck, voor het eerst uitgegeven in 1542 in Deventer. Het was oorspronkelijk geïllustreerd met afbeeldingen die door hemzelf gemaakt waren, hij was zoals gemeld beeldend kunstenaar. 't Wonderboeck wordt het hoofdwerk van Joris genoemd. Hierin geeft hij onbeschroomd zijn ideeën weer. Hij zegt uit Gods mond te spreken; ongeloof aan hem was die zonde tegen den Heilige Geest welke noch in deze eeuw noch in de toekomende vergeven zal worden. Hij alleen wist wat ter zaligheid nodig is; wie zich hoeden wilde voor het oordeel des Heeren, moest naar hem luisteren, zijn raad opvolgen. Deze zelfverheffing maakt het begrijpelijk dat Joris zich de meest gewijde namen toe-eigende. Enkele voorbeelden van deze namen uit 't Wonderboeck zijn: evenbeeld Gods, gezalfde des Heeren, koning der gerechtigheid, geest des levens, hemelse Adam en verstand Gods.
Een portret van David Joris, een prent gemaakt door Christoffel van Sichem naar een tekening gemaakt door Jan Cornelis Woudanus, is afgebeeld in het boek Historische beschrijving der hooftketteren dat door Van Sichem in Amsterdam in 1608 werd uitgegeven.

## Brugge of niet?
Het blijft een onopgehelderd punt in de biografie van David Joris, waarom hij na zijn vlucht naar Bazel de naam Jan van Brugge aannam. Noch hij noch zijn ouders komen in eender welk geschrift voor in de archieven van die stad: noch in de poortersboeken, noch in de doopregisters, noch in ledenlijsten van ambachten of van rederijkerskamers. Dit geeft geen volledig uitsluitsel, want de archieven uit de vroege zestiende eeuw bevatten niet alles, zeker niet als het om eenvoudige lieden ging.
Was het zijn vader die uit Brugge afkomstig was of zijn moeder? De geschriften hierover lopen uiteen. Waar David Joris werkelijk werd geboren, is noch in Brugge, noch in Delft met archiefstukken te staven.
David Joris gaf hierover in zijn autobiografisch geschrift geen duidelijkheid. Hij schreef dat hij geboren was in de stad waar zijn moeder gedwongen was te verblijven...in dit vreemde land, en dat kan dus zowel Brugge (als ze uit Delft kwam), of Delft (als ze uit Brugge kwam), of elders geweest zijn.
Dat er een band met Brugge was, die er hem toe aanzette die schuilnaam aan te nemen, is waarschijnlijk, maar welke die was blijft onopgehelderd.

## Over hem
- Friedrich NIPPOLD, 'Joris von Delft. Sein Leben, seine Lehre und seine Secte', in: Zeitschrift für die historische Theologie 33, (1863), pp. 3-166, 34 (1864), pp. 483-673, 38 (1868), pp. 475-591
- Paul BURCKHARD, 'David Joris', in: Basler Biographien, dl. 1, Basel 1900
- Paul BURCKHARD, 'David Joris und seine Gemeinde in Basel', in: Basler Zeitschrift für Geschichte und Altertumskunde 48 (1949), pp. 5-106
- Samme ZIJLSTRA, Nicolaas Meyndertsz van Blesdijk. Een bijdrage tot de geschiedenis van het Davidjorisme, Assen 1983
- S. GROENVELD, J.P. JACOBSZOON & S.L. VERHEUS (red.), Wederdopers, menisten, doopsgezinden, Zutphen 1984.
- Fernand BONNEURE, David Joris, in: Lexicon van West-Vlaamse schrijvers, Deel 2, Torhout, 1985.
- G.K. WAITE, David Joris and Dutch Anabaptism (1524-1543), Waterloo 1990
- G.K. WAITE, 'David Joris en de opkomst van de sceptische traditie jegens de duivel in de vroeg-moderne Nederlanden', in: G. ROOIJAKKERS, L. DRESEN-COENDERS & M. GEERDES M. (red.), Duivelsbeelden. Een cultuurhistorische speurtocht door de Lage Landen, Ambo, Baarn, 1994, p. 216-231
- G.K. WAITE, The Anabaptist writings of David Joris, 1535-1543, Waterloo 1994 (daarin: 'The Anonymous Biography of Joris')
- Ludo VANDAMME, 'Doopsgezinden in Brugge, 1555-1575', in: Doopsgezinde Bijdragen (1998)
- Samme ZIJLSTRA, Om de ware gemeente en de oude gronden. Geschiedenis van de dopersen in de Nederlanden 1531-1675, Hilversum 2000, pp.. 157-170, 202-210, 323- 326
- L. PANHUYSEN, De beloofde stad: opkomst en ondergang van het koninkrijk der wederdopers, Amsterdam-Antwerpen, 2000.
- Samme ZIJLSTRA en Otto S. KNOTTNERUS, 'Joris, David (Pseudonym: Johann von Bruck)', in: Martin TIELKE (red.), Biographisches Lexikon für Ostfriesland, dl. 4, Aurich 2007, pp. 238-242
- John VAN SCHAIK, De wederdoper Jan van Brugge alias David Joris, in: Biekorf (2014)